# Šlitr zpívá Šlitra
Šlitr zpívá Šlitra (2014) je čtyřdiskový albový komplet s písničkami Jiřího Šlitra vydaný u příležitosti 90. výročí jeho narození. Jedná se o studiové i živé nahrávky z divadla Semafor z let 1962 až 1969. První disk obsahuje 22 nahrávek se zpěvem Jiřího Šlitra („sólo“), druhý 15 nahrávek, kde po boku Šlitra vystupují i další, převážně Jiří Suchý („duety“), a jako bonus nahrávku gramotingltanglu a šest amatérských nahrávek Šlitrova Rychnovského dixielandu z roku 1947. Zpívající dvě CD obsahují kompletní záznam Šlitrova recitálu Ďábel z Vinohrad z divadla Semafor z 3. října 1968, kde vedle Šlitra účinkují také Jiří Suchý, Naďa Urbánková, Miluše Voborníková, Eugen Jegorov a hraje Ferdinand Havlík se svým orchestrem.
Album sestavil Lukáš Berný, doprovodnými texty kromě něho přispěli Jiří Suchý, Miroslav Horníček (text z roku 1987 z archivu Karla Koliše), Jan Vodňanský, Jiří Menzel a Karel Koliš.

## Seznam písniček
Pokud není uvedeno jinak, je autorem melodie Jiří Šlitr a autorem textu písně Jiří Suchý.

### CD 1, Šlitr zpívá sólo
1. Slavná obhajoba – 4:26
zpívají Jiří Šlitr a Semafor Girls, hraje Milan Dvořák se svým orchestrem
nahráno živě v Divadle Semafor, 1967
2. Co jsem měl dnes k obědu – 3:21
zpívají Jiří Šlitr a Sbor Lubomíra Pánka, hraje Milan Dvořák se svým orchestrem
nahráno ve Studiu Strahov, říjen 1966
3. Ďábel z Vinohrad – 2:36
zpívá Jiří Šlitr, hraje Milan Dvořák se svým orchestrem
nahráno ve Studiu Strahov, říjen 1966
4. Krokodýl – 2:19
zpívají Jiří Šlitr a Sbor Lubomíra Pánka, hraje Ferdinand Havlík se svým orchestrem
nahráno ve Studiu Kobylisy, září 1965
5. Potkal jsem jelena (Jiří Šlitr / Miroslav Horníček) – 2:12
zpívá Jiří Šlitr, hraje Karel Vlach se svým orchestrem
nahráno v Československém rozhlasu, 1962
6. Řada koní – 2:48
zpívá Jiří Šlitr a Kühnův dětský sbor, hraje skupina Milana Dvořáka
nahráno ve Studiu Kobylisy, červenec 1965
7. Boubelatá Bety – 2:49
zpívá Jiří Šlitr, hraje Skupina sólistů Milana Dvořáka
nahráno v Československém rozhlasu, 1967
8. Nerýmovaná (americká lidová, Miloslav Ducháč, Vlastimil Hála / Jiří Voskovec a Jan Werich) – 3:05
zpívají Jiří Šlitr a Sbor Lubomíra Pánka, hraje Karel Vlach se svým orchestrem
nahráno v Československém rozhlasu, březen 1966
9. Melancholické blues – 3:29
zpívají Jiří Šlitr a Sbor Lubomíra Pánka, hraje Rytmická skupina Milana Dvořáka
nahráno v Československém rozhlasu, 1968
10. Sedm dárků – 2:34
zpívají Jiří Šlitr a Sbor Lubomíra Pánka, hraje Rytmická skupina Milana Dvořáka
nahráno v Československém rozhlasu, 1968
11. Tři tety – 3:00
zpívá Jiří Šlitr, hraje Milan Dvořák se svým orchestrem
nahráno ve Studiu Strahov, říjen 1966
12. Ty jsi švarná – 2:01
zpívají Jiří Šlitr a Eva Pilarová, hraje Dalibor Brázda se svým orchestrem
nahráno ve Studiu Kobylisy, červen 1965
13. Bíle mě matička oblékala – 1:54
zpívá a na klavír hraje Jiří Šlitr, doprovod hraje Milan Dvořák se svým orchestrem
rozhlasová S + Š party, duben 1968
14. Slečna Mici – 2:33
15. Jak se zbavit dámy – 2:22
16. Propil jsem gáži – 3:45
17. Tragedie s máslem – 4:10
18. Vy jste tak sympatický – 2:48
19. Terpentýn – 1:24
20. My jsme holky plný žáru – 2:04
21. Spánek má strýčka portýra – 1:32
14–21: bonus, živá nahrávka původní verze představení Ďábel z Vinohrad, 1966 nebo 1967
zpívá Jiří Šlitr (14–19, 21) a Semafor Girls (18–21), hraje Skupina divadla Semafor, řídí Jiří Šlitr
22. Líbej mě, líbej – 0:37
zpívá a na klavír hraje Jiří Šlitr
demo snímek, poslední záznam hlasu Jiřího Šlitra, Československá televize, 1969

### CD 2, Šlitr zpívá duety
1. Golem – 2:41
zpívají Jiří Suchý, Jiří Šlitr a Sbor Lubomíra Pánka, hraje Taneční orchestr Československého rozhlasu, řídí Josef Votruba
nahráno v Československém rozhlasu, duben 1965
2. Míč – 3:06
zpívají Jiří Suchý, Jiří Šlitr a Kühnův dětský sbor, hraje Ferdinand Havlík se svým orchestrem
nahráno ve Studiu Barrandov, srpen 1964
3. Tu krásu nelze popsat slovy – 2:55
zpívají Jiří Suchý a Jiří Šlitr, hraje Ferdinand Havlík se svým orchestrem
nahráno ve Studiu Strahov, únor 1963
4. Ach, miluji vás – 2:27
zpívají Jiří Šlitr a Eva Pilarová, hraje Filmový symfonický orchestr, řídí Štěpán Koníček
nahráno ve Studiu Barrandov, srpen 1967
5. Mississippi – 3:25
zpívají Jiří Suchý a Jiří Šlitr, hraje Ferdinand Havlík se svým orchestrem
nahráno ve Studiu Břevnov, listopad 1969
6. Amfora, lexikon a preparát – 2:23
zpívají Eva Pilarová a Naďa Urbánková, hovoří Jiří Šlitr, hraje Taneční orchestr Československého rozhlasu, řídí Josef Votruba
nahráno v dubnu 1965
7. Ba ne, pane – 2:33
zpívají Jana Malknechtová, Jiří Suchý a Jiří Šlitr, hraje Milan Dvořák se svým orchestrem
nahráno ve Studiu Kobylisy, červenec 1965
8. Chybí mi ta jistota – 3:11
zpívají Jiří Suchý a Jiří Šlitr, hraje Ferdinand Havlík se svým orchestrem
nahráno ve Studiu Strahov, březen 1962
9. V kašně – 2:24
zpívají Jiří Suchý a Jiří Šlitr, hraje Malá skupina orchestru Karla Vlacha, řídí Karel Vlach
nahráno v Československé televizi, 1964
10. Buď mi věrná, moje milá – 2:19
zpívají Jiří Suchý a Jiří Šlitr, hraje Taneční orchestr Československého rozhlasu, řídí Josef Votruba
nahráno 1964
11. Proti všem – 2:06
zpívají Jiří Suchý, Jiří Šlitr a sbor, hraje Ferdinand Havlík se svým orchestrem
nahráno ve Studiu Břevnov, listopad 1969
12. Balada pod šibenicí – 4:03
zpívají Jiří Šlitr a Jiří Suchý, hraje Filmový symfonický orchestr, řídí Štěpán Koníček
nahráno 1967 – 1968
13. Kočičí bál – 1:04
zpívají Jiří Šlitr a Jiří Suchý, hraje Filmový symfonický orchestr, řídí Štěpán Koníček
nahráno 1967 – 1968
14. Vidle – Teplé prádlo – 4:08
zpívají Jiří Šlitr a Jiří Suchý, hraje Václav Hybš se svým orchestrem
nahráno v roce 1968
15. Kdybyste nás totiž znali – 8:45
zpívají Jiří Šlitr, Jiří Suchý, Iva Janžurová a sbor, hraje Studiový orchestr, řídí Jiří Šlitr
nahráno v roce 1969
16. Gramotingltangl k svátku svatého Jiří – 13:33 (bonus)
hovoří Jiří Suchý, Jiří Šlitr a Jiří Bauer, na klavír hraje Jiří Šlitr
nahráno v Československém rozhlasu, duben 1966
17. Představení orchestru – 2:36
18. Caravan (Juan Tizol, Duke Ellington) – 2:39
19. March Winds And April Showers (Walter G. Samuels / Leonard Whitcup / Teddy Powell) – 1:51
20. Ti-Pi-Tin (Maria Grever) – 1:48
21. Ja Da (Bob Carleton) – 2:01
22. Get It Fixed (Kid Rena) – 2:29
17–22: bonus, amatérská nahrávka Rychnovského dixielandu z roku 1947, z archivu Ing. Josefa Teleckého

### CD 3, Ďábel z Vinohrad
1. Já ti dám cigáro, ty tabáku jeden – 3:21
hovoří Jiří Šlitr
2. Chovám doma medvěda – 1:29
zpívá Jiří Šlitr
3. Teprve čtyři minuty – 0:14
hovoří Jiří Šlitr
4. Tři tety – 4:43
zpívá Jiří Šlitr
5. Říkal jsem, že jsem nikdy nechodil do hodiny piana – 6:18
hovoří a na klavír hraje Jiří Šlitr
6. V potoce se voda točí – 2:52
zpívá Jiří Šlitr a Eugen Jegorov
7. Když jsem si probrali odchod – 1:19
hovoří Jiří Šlitr
8. Akvárium – 4:24
zpívá Jiří Šlitr
9. O požáru byla řeč – 2:09
hovoří Jiří Šlitr
10. Šnečí fox – 2:28
zpívá Jiří Šlitr
11. Ovšem, nejhorší pohroma je válka – 2:29
hovoří Jiří Šlitr
12. Když voják jede do boje – 3:45
zpívá Jiří Šlitr
13. Pak jsou ještě hroznější katastrofy – 0:24
hovoří Jiří Šlitr
14. Nikdy nic nikdo nemá (Jaroslav Ježek / Jiří Voskovec, Jan Werich) – 2:22
zpívá Jiří Šlitr
15. Já si ještě vzpomínám na jednu katastrofu – 0:27
hovoří Jiří Šlitr
16. Teplé prádlo – 2:17
zpívá Jiří Šlitr
17. Slečna v sedmý řadě – 4:17
zpívá Jiří Šlitr

### CD 4, Ďábel z Vinohrad, 2. část představení
1. Někdy se diváci mylně domnívají – 7:48
hovoří Jiří Šlitr, Miluše Voborníková a Naďa Urbánková
2. Strangers In The Night (Bert Kaempfert / Charles Singleton / Eddie Snyder) – 2:54
zpívá Jiří Šlitr
3. Kde jsem to, dámy, přestal? – 1:30
hovoří Jiří Šlitr
4. Proč se lidi nemaj rádi – 3:15
zpívá Miluše Voborníková
5. Kdyby tudy tekl Nil – 4:34
zpívá Naďa Urbánková
6. Ukrejvám rozpaky – 3:29
zpívají Jiří Šlitr a Naďa Urbánková
7. Ďábel z Vinohrad – 2:27
zpívá Jiří Šlitr
8. Já vám to vidím na očích – 0:12
hovoří Jiří Šlitr
9. Pudivín – 4:06
zpívá Naďa Urbánková
10. Hallelujah (Hallelujah, I Love Her So) (Ray Charles / Zdeněk Borovec) – 2:08
zpívá Miluše Voborníková
11. Ach, miluji vás – 3:52
zpívá Jiří Šlitr, Miluše Voborníková a Eugen Jegorov
12. Melancholické blues – 3:14
zpívá Jiří Šlitr
13. Calypso o šťastné zemi – 8:04
zpívají Jiří Suchý, Jiří Šlitr a Naďa Urbánková
14. Pochod plebejců (Jaroslav Ježek / Jiří Voskovec a Jan Werich) – 2:17
zpívají Naďa Urbánková, Jiří Suchý a Jiří Šlitr
15. Babetta 1968 – 1:37
zpívá Jiří Suchý
16. Kamarádi – 3:29 (přídavek)
zpívá Jiří Suchý
17. Sedm dárků – 2:43 (přídavek)
zpívá Jiří Šlitr